# Jozz
Jorge Otávio Zugliani (Jaú, 1983), mais conhecido como Jozz, é um quadrinista e ilustrador brasileiro. É formado em Design Gráfico pela Faculdade Mackenzie e pós-graduado em Design Editorial pelo SENAC. Entre os quadrinhos com os quais trabalhou, destacam-se O Circo de Lucca, Menthalos e dois volumes da Coleção Shakespeare em Quadrinhos. Jozz ganhou o Troféu HQ Mix em 2008 na categoria "desenhista revelação".